# Болести јетре жучне кесе и жучних путева
Болести јетре жучне кесе и жучних путева или хепатобилијарне болести су група болести изазвана поремећајима у функционисању јетре и билијарног систем јетре (који стварају и складиште жуч). Ови поремећаји могу бити развојни или урођени, или се могу манифестовати касније у детињству, адолесценцији или у старости. 

## Болести јетре[1]

### Вирусни хепатитис
Вирусни хепатитиси, у народу познати као заразна жутица, представљају запаљење јетре које захвата јетру у целини. Заједничка особина им је да првенствено нападају јетру, мада могу довести и до оштећења и других органа и ткива.
- Акутни хепатитис А

- Акутни хепатитис Б

- Акутни хепатитис Ц

- Акутни хепатитис Д – ово је суперинфекција делта-агенсом код пацијента који је већ заражен хепатитисом Б

- Акутни хепатитис Е

- Хронични вирусни хепатитис

Могу постојати и други вируси узрочници вирусног хепатитиса, али њихова веза са болешћу није чврсто утврђена.

### Друге заразне болести
- Хепатитис:

- Инфекција цитомегаловирусом

- Херпесвирусна инфекција: инфекција херпес симплексом

- Токсоплазмоза

- Хепатоспленична шистосомијаза

- Портална хипертензија код шистосомијазе

- Болести јетре код сифилиса

- Инфекција вирусом Епстеин-Барр

- Инфекција вирусом жуте грознице

- Инфекција вирусом рубеоле

- Лептоспироза

- Ехинококоза

- Амебијаза

### Друге инфламаторне болести
Инфламаторна хепатобилијарна болест је генерички термин који обухвата стања која представљају комплексну неинфективну етиопатогенезу коју карактеришу хронични инфламаторни инфилтрат и аутоимуне карактеристике. Међу њима, главна разлика се заснива на циљном ткиву, било да се ради о хепатоциту (као у случају аутоимуног хепатитиса (АИХ)) или ћелије жучног канала (интрахепатичне мале и средње величине у случају примарне билијарне цирозе (ПБЦ). ) или било ког нивоа у случају примарног склерозирајућег холангитиса (ПСЦ)). Између тога, постоји низ стања који деле карактеристике синдрома преклапања из обе групе са јединственим карактеристикама у погледу клиничког лечења. Без обзира на подгрупу, сва стања на крају доводе до цирозе јетре и на крају до отказивања јетре; међутим, стопе прогресије увелико варирају и вероватно су одређене непознатим генетским факторима, док су средње компликације и претпостављени патогенетски механизми прилично уобичајени за ова стања.
- Апсцес јетре

- Аутоимуни хепатитис

- Примарни билијарни холангитис (примарна билијарна цироза)

- Флебитис порталне вене

- Грануломатозни хепатитис

- Берилиоза

- Саркоидоза

- Неалкохолни стеатохепатитис (НАСХ)

### Алкохол
Злоупотреба алкохола може изазвати:
- Масна јетра,
- Хепатитис,
- Фиброзу и склерозу,
- што доводи до цирозе и коначно отказивање јетре.

### Тровања
Ово укључује углавном хепатотоксичност изазвану лековима (ДИЛИ) која може да генерише многе различите обрасце болести јетре, укључујући
- Холестазу у јетри

- Некрозу јетре

- Акутни и хронични хепатитис различитих облика,

- Цирозу

- Ефекти ацетаминофена (тиленола) i други ретки поремећаји као што су фокална нодуларна хиперплазија, хепатична фиброза и вено-оклузивна болест.
- Оштећење јетре у склопу Рејевог синдрома.

### Тумори
- Малигна неоплазма јетре и интрахепатичних жучних канала. Најчешћи облици су метастатска малигна неоплазма јетре)

- Карцином ћелија јетре

- Хепатоцелуларни карцином

- Хепатом

- Холангиокарцинома

- Хепатобластом

- Ангиосарком јетре

- Сарком Купферових ћелија

- Други саркоми јетре

- Бенигна неоплазма јетре укључује хемангиоме јетре, аденоме јетре и фокалну нодуларну хиперплазију (ФНХ).

### Завршна фаза болести јетре
Хроничне болести јетре као што су хронични хепатитис, хронична злоупотреба алкохола или хронична токсична болест јетре могу изазвати
- Отказивање јетре и хепаторенални синдром

- Фиброза и цироза јетре

Цироза се такође може јавити код примарне билијарне цирозе. Ретко је цироза урођена.

### Метаболичке болести
- Хемохроматоза

- Вилсонова болест

- Гилбертов синдром

- Цриглер-Најјар синдром

- Дабин-Џонсов синдром

- Ротор синдром

### Васкуларни поремећаји
- Хронична пасивна конгестија јетре услед срчане инсуфицијенције може довести до хроничне хепатомегалије и на крају до срчане цирозе. У тропским областима, важни узроци укључују хроничну Шагасову кардиомиопатију, реуматске болести срца, рестриктивни перикардитис од туберкулозе и ендомиокардијалну фиброзу.
- Вено-оклузивна болест која укључује хепатичне венуле изазива брзо прогресивну осетљиву хепатомегалију, асцитес и смрт од крварења из варикозитета или затајења јетре.
- Централна хеморагична некроза јетре
- Инфаркт јетре
- Хепатична пелиоза, је асимптоматски поремећај јетре у коме су бројне цисте испуњене крвљу неправилно распоређене унутар паренхима јетре.[3]
- Портална хипертензија
- Budd-Chiari синдром

### Цисте
Цисте на јетри или цистична јетра је назив који се користи да означи патолошко стање које се обично односи на солитарне непаразитне цисте јетре, такође познате и као једноставне цисте. У том смислу треба разликовати, више других цистичних лезија јетре од једноставних цисти.
- Урођена цистична болест јетре или једноставне цисте јетре обложене су епителом билијарног типа. Можда су резултат прогресивне дилатације билијарних микрохамартома.
- Вишеструке цисте јетре јављају у оквиру болести означене под називом полицистична болест јетре (ПЦЛД). Ова болест је конгениталана и обично је повезан са аутосомно доминантном полицистичном бубрежном болести (АД-ПКД).

- Паразитне или хидатидне цисте узроковане заразом — паразитом  (latinski — echinococcus granulosus). Овај паразит се налази широм света, али је посебно чест у подручјима узгоја оваца и стоке  клинички се манифестује стварањем унилокуларних циста, најчешће у јетри и плућима, те симптомима и знацима болести тих органа. Када је јетра захваћена, особа може имати бол у трбуху, губитак тежине, и појаву жутице.[4]

### Остале болести
- Амилоидна дегенерација јетре, као секундарна амилоидоза може се идентификовати код до 1% пацијената са инфламаторном болести црева. Хронична интестинална упала доприноси таложењу амилоида у јетри, што доводи до асимптоматске хепатомегалије током почетних стадијума болести. Хепатична амилоидоза се чешће јавља код мушкараца са обољењем дебелог црева и чешће је повезана са колитисом него улцерозним колитисом.

## Болести жучне кесе и жучних путева
Најчешћи  билијарни поремећаји жучне кесе и жучних путева, су:
- Доброћудне (бенигне) болести жучне кесе,  које често укључују инфекције (холециститис) и жучне каменце који изазивају симптоме (билијарне колике)

- Цисте жучних канала (цисте холедоха) потичу од абнормалног развоја билијарног система и повезане су са раком (холангиокарцином) као и инфекцијом жучног канала (холангитис).

- Билијарна атрезија, која може спречити жуч да оде из јетре у црево. Проистиче из абнормалног развоја билијарног система.

- Злочћудна (малигна) неоплазма жучне кесе

- Злоћудна (малигна) неоплазма других делова билијарног тракта

- Жучни каменци (холелитијаза)

- Инфекција жучне кесе (холециститис)

- Хидропс жучне кесе

- Холестеролоза

- Билијарна дискинезија

- Холангитис (укључујући узлазни холангитис и примарни склерозирајући холангитис)

- Опструкција, перфорација, фистула билијарног тракта (жучног канала)

- Грч Одијевог сфинктера

## Дијагноза
Хепатобилијарни поремећаји се дијагностикују коришћењем неколико дијагностичких метода
- Лабораторијске анализе, које могу да покажу повећање ензима алкалне фосфатазе у крви и конјугованог билирубина у крви, а уколико постоји запаљењски процес долази до повећања седиментације, ЦРП-а и промене леукоцитне формуле. Алкална фосфатаза је непропорционално повишена.

- Биопсија јетре,  која је поступак којим се узима мали део ткива јетре и шаље у лабораторију на патохистолошку (ПХ) анализу. Њен циљ да се постави коначна дијагноза промене на јетри. Цела процедура биопсије са припремом траје око 15 минута, а сама биопсија неколико минута. Биопсија јетре са налазом посебних мрљама и културама може бити коначна.

- Радиолошки тестови, као што су ултразвук, нуклеарна магнетна томографија и холангиограм (тест снимања канала који дренирају јетру и жучну кесу) који дају приказ присуство каменца у жучоводу или жучној кеси и оно што се дешава у јетре и билијарном систему. Коначна дијагноза холедохолитијазе поставља се холангиографијом (интраоперативна, или НМР) која подразумева снимање жучних каналића убризгавањем контраста и ЕРЦП-ом (ендоскопска ретроградна холецистопанкреатографија) који има предност у односу на претходну методу јер има и терапијску вредност. Снимање јетре често не показује локализовану лезију, али одређује да ли је присутна билијарна дилатација, што указује на екстрахепатичну болест.

Хепатобилијарна болест је повезана са веома ниским бројем CD4+ често мањим од 20 ћелија/µЛ. Процена абнормалности у функцији јетре у почетку треба да искључи инфекцију хепатитис Б вирусом (ХБВ) и хепатитис Ц вирусом (ХЦВ) и хепатотоксичност изазвану лековима, посебно ону која укључује антиретровирусне лекове или лекове који садрже сулфа групу.
Присуство хепатомегалије указује на инфилтративни процес изазван Mycobacterium Avium Complex или гљивичном инфекција или лимфом. 
Присуство бола у десном горњем квадранту са или без жутице указује на болест билијарног тракта. АИДС холангиопатија укључује процес сличан склерозирајућем холангитису са дифузним билијарним стриктурама и дилатацијама и папиларном стенозом са сужењем дисталног заједничког жучног канала на улазу у дуоденум. Код папиларне стенозе, заједнички жучни канал је проширен проксимално од стенозе. Може се видети и акалкулозни холециститис. Ове промене су узроковане инфекцијом билијарног стабла криптоспоридијумом, микроспоридијом, или цитомегаловирус у условима дубоке имуносупресије. Ендоскопска ретроградна холангиопанкреатографија може да се уради да би се поставила дијагноза, добило четкање за преглед и лечило папиларну стенозу сфинктеротомијом.

## Терапија
Кад год је то могуће, у терапији хепатобилијарних поремећаја користи се минимално инвазиван приступ.  Лечење специфичног организма ретко елиминише инфекцију због степена имуносупресије. Међутим, лечење антиретровиралном терапијом може довести до значајног побољшања налаза билијарног система.

### Хирургија жучне кесе и жучних путева
Хепатобилијарни поремећај, често се лечео уклањањем цисте или жучне кесе. Код бенигне болести жучне кесе уклања се овај орган. У случају билијарне атрезије, можда ће бити потребно реконструисати билијарни систем и прилагодити процес дренаже жучи. Код цисте жучног канала, мора се уклонити жучна кесу и жучни канал, а затим реконструсати билијарни систем са цревима. 